# 빈틴
빈틴(베트남어: Vĩnh Thịnh / 永盛 영성 / 1705년 4월 ~ 1720년 6월)은 베트남 후 레 왕조(後黎朝) 유종(裕宗) 레 주이 드엉(黎維禟)의 첫번째 연호이다.
- 찐 주 군주(섭정) : 찐깐(鄭根) → 찐끄엉(鄭棡)
- 응우옌 주 군주 : 응우옌 푹 쭈(阮福淍)

## 개원
- 찐호아(正和) 26년(1705년) 4월에 연호를 빈틴(永盛)으로 개원함.[1][2]

- 빈틴(永盛) 16년 6월 15일[3](그레고리력 1720년 7월 19일)에 연호를 바오타이(保泰)로 개원함.[4][2][5]

## 연대 대조표
| 빈틴 | 서기 (西紀) | 간지 (干支) | 응우옌 주 기년  | 청나라 연호     |
| 원년 | 1705년      | 을유 (乙酉) | 국주(國主) 14년 | 강희(康熙) 44년 |
| 2년  | 1706년      | 병술 (丙戌) | 국주 15년       | 강희 45년       |
| 3년  | 1707년      | 정해 (丁亥) | 국주 16년       | 강희 46년       |
| 4년  | 1708년      | 무자 (戊子) | 국주 17년       | 강희 47년       |
| 5년  | 1709년      | 기축 (己丑) | 국주 18년       | 강희 48년       |
| 6년  | 1710년      | 경인 (庚寅) | 국주 19년       | 강희 49년       |
| 7년  | 1711년      | 신묘 (辛卯) | 국주 20년       | 강희 50년       |
| 8년  | 1712년      | 임진 (壬辰) | 국주 21년       | 강희 51년       |
| 9년  | 1713년      | 계사 (癸巳) | 국주 22년       | 강희 52년       |
| 10년 | 1714년      | 갑오 (甲午) | 국주 23년       | 강희 53년       |
| 빈틴 | 서기 (西紀) | 간지 (干支) | 응우옌 주 기년  | 청나라 연호     |
| 11년 | 1715년      | 을미 (乙未) | 국주(國主) 24년 | 강희(康熙) 54년 |
| 12년 | 1716년      | 병신 (丙申) | 국주 25년       | 강희 55년       |
| 13년 | 1717년      | 정유 (丁酉) | 국주 26년       | 강희 56년       |
| 14년 | 1718년      | 무술 (戊戌) | 국주 27년       | 강희 57년       |
| 15년 | 1719년      | 기해 (己亥) | 국주 28년       | 강희 58년       |
| 16년 | 1720년      | 경자 (庚子) | 국주 29년       | 강희 59년       |

## 동시대 연호

### 중국
청(淸)
- 강희(康熙) (1662년 ~ 1722년)

기타
- 위기엽(魏枝葉) 문흥(文興) (1704년 ~ 1706년)
- 전보통(錢寶通) 영흥(永興) (1708년)
- 장염일(張念一) 천덕(天德) (1708년)

### 일본
- 호에이(寶永) (1704년 ~ 1711년)
- 쇼토쿠(正德) (1711년 ~ 1716년)
- 교호(享保) (1716년 ~ 1736년)

## 같이 보기
- 베트남의 연호